# Werner Kleinschmidt
Werner August Wilhelm Kleinschmidt (* 25. März 1907 in Charlottenburg; † nach 1979) war ein deutscher Maler, Bühnenbildner, Textildesigner, Kunstbuchverleger und Hochschuldozent.

## Leben und Wirken
Nachdem er 1926 bis 1927 an der Universität (damaliger Name: Friedrich-Wilhelms-Universität) in Berlin, in das seine Geburtsstadt 1920 eingegliedert worden war, die Fächer Geschichte, Philosophie und Germanistik belegt hatte, wechselte er an die Staatliche Kunstschule zu Berlin und ließ sich von 1927 bis 1931 zum Kunstlehrer an höheren Schulen ausbilden. Von 1936 bis 1938 arbeitete er als Volontär bei der Textildesignerin Maria May in ihrem „Maria-May-Studio“. Von 1939 bis 1940 war er Atelierleiter des Deutschen Modeinstituts und anschließend von 1940 bis 1943 Abteilungsleiter der Berliner Textil- und Modeschule.
1945 begann seine Tätigkeit als Bühnen- und gelegentlich auch Kostümbildner am Schloßpark Theater in Berlin-Steglitz, die etwa bis 1958 andauerte. 1950 war er in gleicher Funktion auch am Deutschen Theater im Ostteil der Stadt beschäftigt. In den Jahren bis 1965 wirkte er zudem noch an der Freien Volksbühne, der Tribüne und vor allem am Schillertheater.
Daneben ging er der Beschäftigung als freier Maler, Designer und Kunstbuchverleger nach. Er erfüllte Auftragsarbeiten, indem er Entwürfe für Textilien, Tapeten, Glasfenster, Mosaike und Gebrauchsgüter anfertigte, und bot Farbberatungen an. Von 1956 bis 1970 war er Dozent für Bühnenbild und Kostüm an der Meisterschule für das Kunsthandwerk in Berlin-Charlottenburg. Dort bildete er zum Beispiel Martin Rupprecht und Eberhard Westphal aus.
Zuletzt (1979) nachgewiesener Wohnort war Oberstaufen-Wiedemannsdorf im Oberallgäu.